# Koalicja Kanaryjska
Koalicja Kanaryjska (hiszp. Coalición Canaria) – centroprawicowa nacjonalistyczna i liberalna partia polityczna działająca na terenie Wysp Kanaryjskich. W Kortezach ma 2 deputowanych i 1 senatora. 
Od 2008 przewodniczącą CC jest Claudina Morales.